# Andrena gravida
Andrena gravida là một loài ong trong họ Andrenidae. Loài này được Imhoff miêu tả khoa học đầu tiên năm 1832.